# Großsteingrab Jægersborg Dyrehave 2
Das Großsteingrab Jægersborg Dyrehave 2 ist eine megalithische Grabanlage der jungsteinzeitlichen Nordgruppe der Trichterbecherkultur im Kirchspiel Taarbæk in der dänischen Kommune Lyngby-Taarbæk.

## Lage
Das Grab liegt nordöstlich von Jægersborg im Park Jægersborg Dyrehave. In der näheren Umgebung gibt bzw. gab es zahlreiche weitere megalithische Grabanlagen.

## Forschungsgeschichte
In den Jahren 1928 und 1938 führten Mitarbeiter des Dänischen Nationalmuseums Dokumentationen der Fundstelle durch. Eine weitere Dokumentation erfolgte 1983 durch Mitarbeiter der Forst- und Naturbehörde.

## Beschreibung
Die Anlage besaß ursprünglich eine runde Hügelschüttung mit einem Durchmesser von 12 m, die heute völlig eingeebnet ist. Von der Umfassung sind sechs Steine erhalten. 
In der Mitte des Hügels befinden sich die Reste einer Grabkammer, die wohl als Dolmen anzusprechen ist. Es sind zwei im rechten Winkel zueinander stehende Steine erhalten. Zu den Maßen und der Orientierung der Kammer liegen keine Angaben vor.